# 백악관 최후의 날
《백악관 최후의 날》(영어: Olympus Has Fallen)은 2013년에 개봉한 미국의 정치 액션 스릴러 영화이다. 앤트완 퓨콰가 연출하고 제라드 버틀러가 주연을 맡았으며 둘 다 제작에도 참여하였다. 그 외에 에런 엑하트, 모건 프리먼, 릭 윤, 앤절라 배싯, 로버트 포스터, 콜 하우저, 애슐리 저드, 멀리사 리오, 딜런 맥더멋, 라다 미첼 등이 출연하였다.
흥행에 성공하면서 폴른 프랜차이즈가 만들어졌다. 속편 《런던 해즈 폴른》(2016)으로 이어진다.

## 줄거리
성탄절에 비밀 경호국 요원 마이크가 이끄는 대통령 경호팀은 캠프 데이비드에서 돌아오던 대통령 가족 의전 차량이 강물에 처박히는 사태를 막지 못하고, 영부인이 사망하는 비극이 발생한다.
18개월 뒤. 대통령 경호팀에서 배제된 마이크는 재무부에서 일하고 있다. 대통령이 대한민국 국무총리를 백악관에서 접견하던 날 강연삭이 이끄는 북한 테러리스트 단체가 전면 공격에 들어가 백악관을 접수한다. 살해되기 전 로마 요원은 펜타곤에 "백악관이 당했다"(Olympus has fallen)고 알린다. 백악관 근처에 있던 마이크는 백악관 사수를 위해 건물 안으로 뛰어든다.
강연삭은 대통령 권한 대행이 된 하원 의장에게 한반도에서 미군을 철수시킬 것을 요구한다. 또한 그는 어머니 죽음에 복수하기 위해 북한에 미국 핵무기를 떨궈 초토화를 시킬 생각이다.
결국 접속 코드를 알아낸 강연삭은 미국 극비 핵무기 체계를 발동시키는데...

## 출연진
- 제라드 버틀러 - 마이크 배닝 역: 비밀 경호국 요원, 대통령 경호팀장, 전 제75레인저연대 부대원.
- 에런 엑하트 - 벤저민 애셔 역: 대통령.
- 모건 프리먼 - 앨런 트럼불 역: 하원 의장.
- 릭 윤 - 강연삭 역: 대한민국 장관 보좌관으로 위장한 북한 국수주의자.
- 앤절라 배싯 - 린 제이컵스 역: 비밀 경호국 국장.
- 로버트 포스터 - 에드워드 클레그 장군 역: 육군 참모 총장.
- 콜 하우저 - 로마 요원 역: 비밀 경호국 요원 담당관.
- 애슐리 저드 - 마거릿 애셔 역: 영부인.
- 멀리사 리오 - 루스 맥밀런 역: 국방부 장관.
- 딜런 맥더멋 - 데이브 포브스 역: 현 대한민국 총리 경호팀, 전 비밀 경호국 요원.
- 라다 미첼 - 리아 배닝 역: 간호사, 마이크의 아내.
- 숀 오브라이언 - 레이 먼로 역: 비밀 경호국 부국장.
- 랜스 브로드웨이 - 오닐 요원 역: 비밀 경호국 대통령 경호팀.
- 토리 키틀스 - 존스 요원 역: 비밀 경호국 대통령 경호팀.
- 경 심 - 이태우 역: 대한민국 국무총리.
- 필 오스틴 - 찰리 로드리게스 역: 부통령.
- 제임스 잉거솔 - 조 호니그 제독 역: 합참의장.
- 프레디 보셰이 - 마크 디애즈 역: 비밀 경호국 대통령 경호팀.
- 케빈 문 - 조 역: 강연삭의 부하.
- 멀라나 리 - 림 역: 강연삭의 부하.
- 샘 머디나 - 유 역: 강연삭의 부하.

## 기타 제작진
- 미술: 데릭 R. 힐
- 세트: 캐시 T. 마셜
- 의상: 더그 홀
- 무술 감독: J. J. 페리

## 같이 보기
- 에어 포스 원 (영화)
- 화이트 하우스 다운